# Pelvoux
Pour les articles homonymes, voir Pelvoux (homonymie).
Pelvoux est une ancienne commune française située dans le département des Hautes-Alpes en région Provence-Alpes-Côte d'Azur. Elle est située dans la vallée de la Vallouise.

## Toponymie
Le nom de la localité est attesté sous les formes Pissa en 1265, Pyssa en 1375, Pissa en 1380 et en 1395, La Pisse jusqu'en 1889, date à laquelle elle prit son nom actuel, Pelvoux, sommet au-dessus du hameau d'Ailefroide.
Une pisse était une cascade ou tout autre écoulement d'eau un peu violent.
En provençal haut-alpin, la Picho. En provençal alpin toutefois on dit encore la Pissa [la ˈpiʃo].
En gavot, la picho (la pisse) n'a aucune vulgarité, mais ce n'est pas le cas en français. Les  habitants de Pelvoux, lors de la francisation du territoire, réclamèrent de changer La Pisse par le nom d'un sommet existant dans leur commune. Il se fixèrent sur le Mont Pelvoux. Une raison identique fera changer la commune des Crottes en Crots.
Le nom de Pelvoux vient du provençal pelvo, qui signifie « haute montagne » et du suffixe -ous  « pourvu de hautes montagnes » ; on utilise Pelvos en occitan haut-alpin[réf. nécessaire].

## Histoire
La commune a été créée à la Révolution par détachement de Vallouise qui regroupait alors Puy-Saint-Vincent, Les Vigneaux, Pelvoux et Vallouise.
Dans un sens opposé, le 1er janvier 2017, la commune fusionne avec Vallouise pour former une commune nouvelle.

## Géographie
Située au sud ouest de Briançon, la commune est accessible par la route départementale RD994E, reliant Les Vigneaux, au refuge Cezanne, sur le mont Pelvoux.

### Géologie et relief
La Barre des Écrins (4 101 mètres) point culminant du massif des Écrins est sur le territoire de la commune. La plupart des grands sommets du massif des Écrins se situe sur la commune à l'exception de La Meije :
- Barre des Écrins (4 101 mètres)
- Dôme de neige des Écrins (4 009 mètres)
- L'Ailefroide (3 954 mètres)
- Mont Pelvoux (3 943 mètres)
- Pic Sans Nom (3 913 mètres)
- Pic Coolidge (3 775 mètres)
- Roche Faurio (3 730 mètres)
- Montagne des Agneaux (3 664 mètres)
- Pic de Neige Cordier (3 614 mètres)

Le glacier Blanc, le glacier Noir, le glacier du Sélé sont les principaux glaciers de la vallée.

### Hydrographie
La commune est traversée par le Gyr, qui prend le nom de Gyronde à Vallouise, ainsi que par plusieurs affluents.

## Politique et administration

### Liste des maires
| Période                                  | Période   | Identité        | Étiquette | Qualité                    |
| ---------------------------------------- | --------- | --------------- | --------- | -------------------------- |
| Les données manquantes sont à compléter. |           |                 |           |                            |
| 1989                                     | mars 2008 | Pierre Chamagne |           |                            |
| mars 2008                                | En cours  | Gérard Sémiond  | DVG       | Retraité Fonction publique |

### Jumelage
La commune de Pelvoux n'a pas signé de contrat de jumelage, à ce jour.

### Politique environnementale
La Réserve naturelle nationale de la haute vallée de Saint-Pierre est une ancienne réserve naturelle nationale basée au nord de la commune, à l'est du Parc national des Écrins et s'étageant entre 1 700 m et 1 880 m. Elle a été intégrée en 2019 au territoire du parc.

## Population et société

### Démographie
L'évolution du nombre d'habitants est connue à travers les recensements de la population effectués dans la commune depuis 1800. À partir du 1er janvier 2009, les populations légales des communes sont publiées annuellement dans le cadre d'un recensement qui repose désormais sur une collecte d'information annuelle, concernant successivement tous les territoires communaux au cours d'une période de cinq ans. 
Pour les communes de moins de 10 000 habitants, une enquête de recensement portant sur toute la population est réalisée tous les cinq ans, les populations légales des années intermédiaires étant quant à elles estimées par interpolation ou extrapolation. Pour la commune, le premier recensement exhaustif entrant dans le cadre du nouveau dispositif a été réalisé en 2008,.
En 2014, la commune comptait 477 habitants, en évolution de +2,58 % par rapport à 2009 (Hautes-Alpes : +2,98 %, France hors Mayotte : +2,49 %).
| 1800 | 1806 | 1821 | 1831 | 1836 | 1841 | 1846 | 1851 | 1856 |
| ---- | ---- | ---- | ---- | ---- | ---- | ---- | ---- | ---- |
| 819  | 795  | 778  | 800  | 848  | 850  | 854  | 854  | 907  |

| 1861 | 1866 | 1872 | 1876 | 1881 | 1886 | 1891 | 1896 | 1901 |
| ---- | ---- | ---- | ---- | ---- | ---- | ---- | ---- | ---- |
| 856  | 790  | 813  | 784  | 809  | 732  | 729  | 677  | 641  |

| 1906 | 1911 | 1921 | 1926 | 1931 | 1936 | 1946 | 1954 | 1962 |
| ---- | ---- | ---- | ---- | ---- | ---- | ---- | ---- | ---- |
| 664  | 638  | 611  | 553  | 513  | 511  | 352  | 328  | 307  |

| 1968 | 1975 | 1982 | 1990 | 1999 | 2008 | 2013 | 2014 | - |
| ---- | ---- | ---- | ---- | ---- | ---- | ---- | ---- | - |
| 310  | 312  | 348  | 335  | 404  | 449  | 475  | 477  | - |

### Enseignement
Pelvoux dépend de l'académie d'Aix-Marseille. Les élèves commencent leur scolarité à l'école primaire publique du village, qui accueille 51 enfants.

### Sports
En octobre 2008, la commune de Pelvoux et la Communauté de communes du Pays des Écrins portent la candidature des Alpes du Sud pour l'organisation des Jeux olympiques d'hiver de 2018. Cette candidature, nommée Pelvoux Écrins 2018, est soutenue par la région Provence-Alpes-Côte d'Azur. La ville hôte de ces Jeux sera désignée en 2011. Le 13 mars 2009, le Comité national olympique et sportif français a cependant écarté la candidature de Pelvoux, préférant Annecy.

## Économie

### Station de sports d'hiver
La station de Pelvoux-Vallouise se situe dans le hameau de Saint-Antoine sur la commune de Pelvoux.
Pelvoux est une station très familiale, les pistes peu pentues pour les débutants se trouvent sur le front de neige. Le reste de son domaine skiable est constitué de pistes beaucoup plus pentues et variées sur un dénivelé de 1 050 m. Une piste est éclairée pour le ski nocturne.
Le télésiège amenant au sommet de la station (2 300 mètres) dessert deux pistes (une rouge et une noire) ainsi que de nombreuses possibilités de ski hors-piste. Il est en effet possible de partir en ski de randonnée jusqu'au sommet de La Blanche (2 953 mètres) ou de sortir des pistes pour basculer dans des vallons parallèles aux pistes et peu boisés.
Une partie de la station se situe sur la commune de Vallouise, plus précisément dans le hameau de Puy Aillaud, où se situe un départ de téléski où on peut se procurer des forfaits. Il est possible de passer du domaine de Pelvoux aux pistes de Puy Aillaud et vice versa.
Comme toute la vallée de Vallouise, la station de Pelvoux est abritée du vent grâce à la proximité du massif des Écrins. La neige y est souvent de bonne qualité et très bien entretenue.

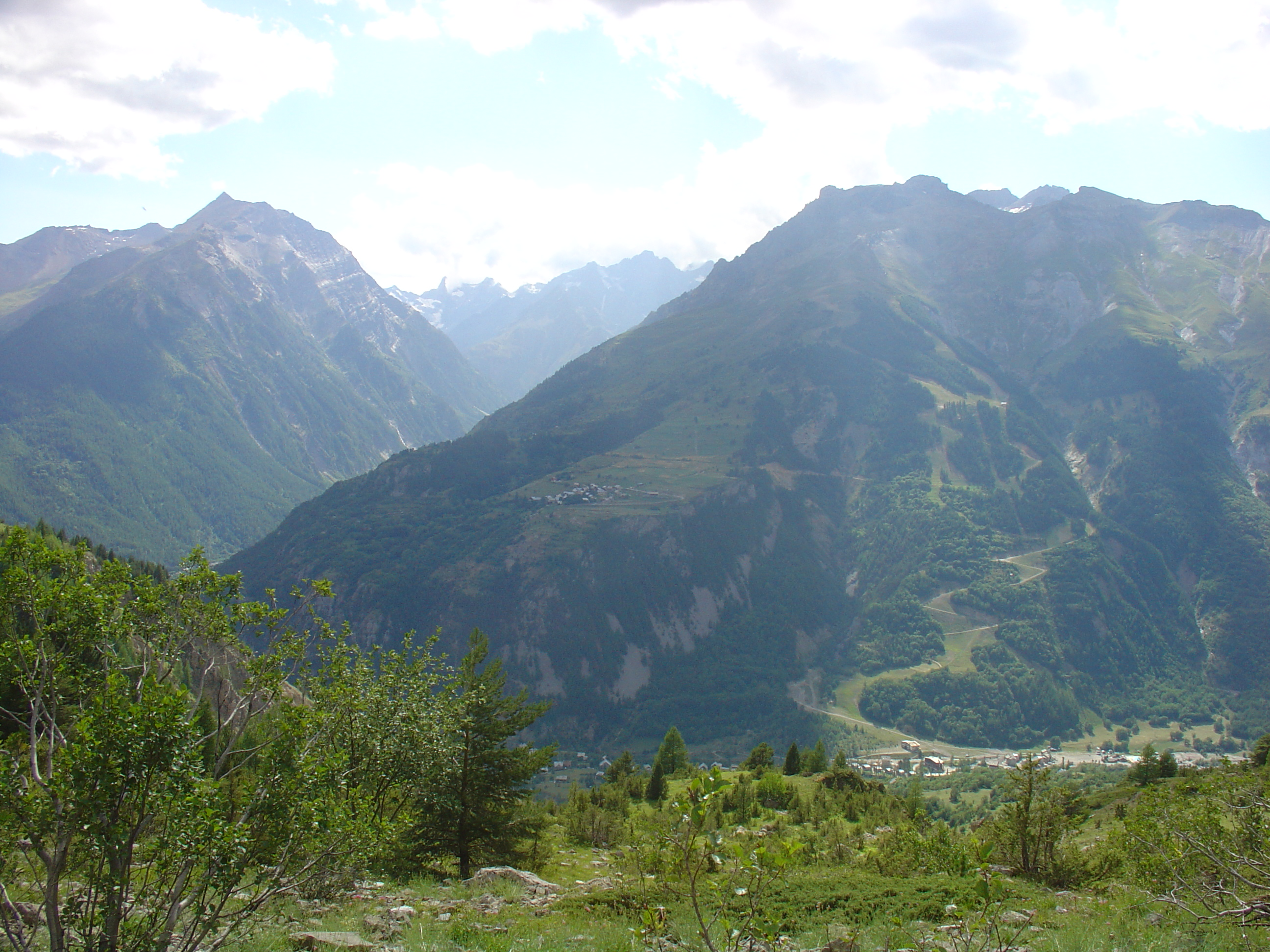
Le domaine de la station de Pelvoux vu des pentes du Montbrison
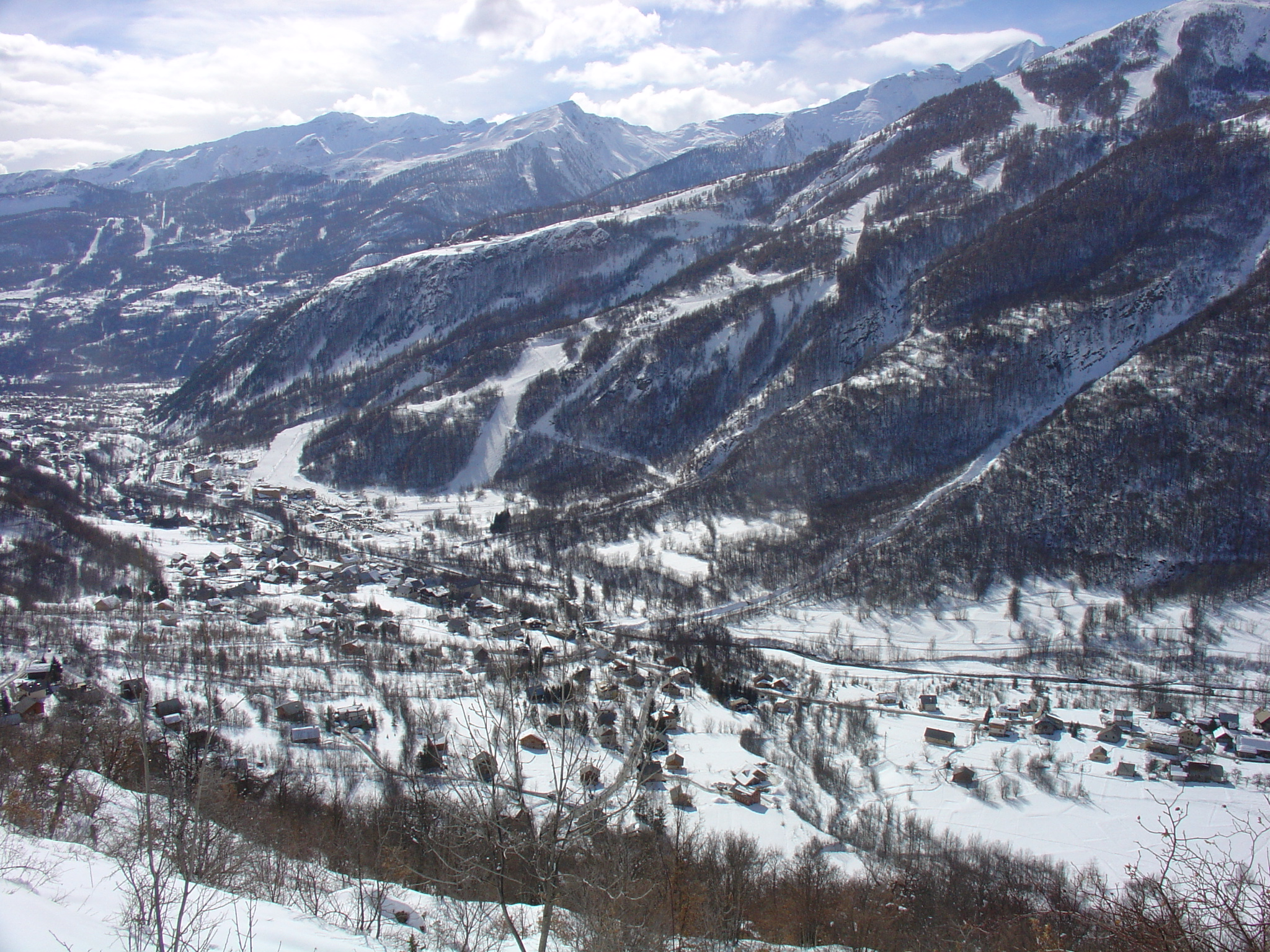
Les domaines skiables de Pelvoux (à droite) et de Puy-Saint-Vincent (à gauche) vus depuis les chalets de Chambran.

## Culture locale et patrimoine

### Lieux et monuments
La plupart des grands sommets du massif des Écrins se situent sur la commune à l'exception de La Meije :
- La Barre des Écrins (4 102 m) point culminant du massif des Écrins sur le territoire de la commune.
- Le pré de Madame Carle, l'un des sites les plus visités des Hautes-Alpes, à l'extrémité de la route d'où on accède au glacier Blanc et au glacier Noir.
- Hameau de L'Ailefroide, habité uniquement en été.
- Le musée des Claux consacré à la production hydroélectrique, à son histoire, et à la personnalité de François Gilbert Planche, ingénieur à l’origine de son développement dans la région.

### Personnalités liées à la commune
- Élise Lagier-Bruno est née le 14 août 1898 à Pelvoux. Devenue institutrice après son école normale à Gap, elle est nommée en 1919 à Villar-d'Arêne (Hautes-Alpes), pour son premier poste. Elle épouse le pédagogue Célestin Freinet en mars 1926 à Saint-Martin-de-Queyrières. Elle participe au développement fait par son mari d'une série de techniques pédagogiques basée sur l'expression libre des enfants. Elle disparaît à Vence le 30 janvier 1983.

### Héraldique
| Blason de Pelvoux | Blason  | De gueules à deux cotices d'or mises en barre, à l'aigle de sable brochant sur le tout. |
| Blason de Pelvoux | Détails | Le statut officiel du blason reste à déterminer.                                        |